# Billy Sharp
William Louis „Billy“ Sharp  (* 5. Februar 1986 in Sheffield) ist ein englischer Fußballspieler, der seit 2015 bei Sheffield United unter Vertrag steht.

## Spielerkarriere

### Sheffield United (2004–2005)
Nach seinem Debüt für seinen Heimatverein Sheffield United in der Football League Championship 2004/05 am 13. November 2004 im Heimspiel gegen den FC Watford, wechselte Billy Sharp am 21. Januar 2005 auf Leihbasis zum Viertligisten Rushden & Diamonds. Bis zum Saisonende erzielte er neun Treffer in sechzehn Ligapartien.

### Scunthorpe United (2005–2007)
Am 16. August 2005 unterschrieb er einen Vertrag bei Scunthorpe United. Mit seinem neuen Verein startete Billy Sharp (37 Spiele/23 Tore) in der drittklassigen Football League One und beendete die Saison auf dem zwölften Tabellenrang. Deutlich besser lief es für den Verein in der Saison 2006/07 mit dem Gewinn der Drittliga-Meisterschaft vor Bristol City und dem FC Blackpool. Diesen Titel verdankte der Verein zu einem wesentlichen Teil dem 21-jährigen Angreifer Billy Sharp, der dreißig Ligatreffer erzielte und damit Torschützenkönig der League One wurde.

### Sheffield United (2007–2010)
Trotz verschiedener anderer Angebote entschied sich Sharp nach Ablauf der Saison für eine Rückkehr zu Sheffield United. Die in ihn gesetzten Erwartungen konnte er jedoch nicht erfüllen und erzielte erst im März 2008 sein erstes Ligator für Sheffield. Insgesamt erzielte er in der Championship 2007/08 lediglich vier Tore und verpasste als Neunter mit seinem Verein den Einzug in die Play-offs. Trotz einer für ihn erneut enttäuschenden Saison 2008/09 mit vier Toren in zweiundzwanzig Ligapartien, erreichte United den dritten Platz mit lediglich drei Punkten Rückstand auf den direkten zweiten Aufstiegsplatz. Nach einem Erfolg über Preston North End verlor Sheffield das Finale in Wembley gegen den FC Burnley mit 0:1 und verpasste den Aufstieg in die Premier League.

### Doncaster Rovers (2009–2012)
Nachdem er zu Beginn der Saison auf die Transferliste gesetzt wurde, wechselte er am 1. September 2009 auf Leihbasis zum Zweitligakonkurrenten Doncaster Rovers. In Doncaster fand Sharp (33 Spiele/15 Tore) zu alter Stärke zurück und beendete die Football League Championship 2009/10 im Mittelfeld der Tabelle. Am 7. Juli 2010 unterzeichnete er einen Dreijahresvertrag bei den Rovers und wechselte für 1,15 Mio. Pfund den Verein. Verletzungsbedingt bestritt er in der Saison 2010/11 lediglich neunundzwanzig Spiele, erzielte jedoch erneut fünfzehn Tore. Am 1. November 2011 sorgte Sharp bei der 1:3-Heimspielniederlage gegen den FC Middlesbrough landesweit für Aufsehen, als er nur zwei Tage nach dem Tod seines Sohnes ein Tor erzielte und dieses seinem verstorbenen Sohn widmete.

### FC Southampton (2012–2014)
Am 30. Januar 2012 wechselte Sharp zum Ligarivalen FC Southampton und unterschrieb für 3½ Jahre. Mit seiner neuen Mannschaft erreichte er dank der Vizemeisterschaft in der Football League Championship 2011/12 den Aufstieg in die Premier League. Mit neunzehn Ligatreffern wurde er drittbester Torschütze der zweiten Liga.
Am 31. August 2012 unterschrieb er für die Saison 2012/13 einen Vertrag auf Leihbasis bei Nottingham Forest.

### Leeds United (2014–2015)
Im Sommer 2014 unterschrieb er einen Zweijahresvertrag bei Leeds United. In der Football League Championship 2014/15 erzielte er fünf Treffer für seinen neuen Verein.

### Sheffield United (2015–)
Nach nur einem Jahr in Leeds kehrte Billy Sharp im Juli 2015 zu Sheffield United zurück und erzielte in seiner ersten Spielzeit einundzwanzig Tore für United. In der EFL League One 2016/17 steigerte er seine Torausbeute auf dreißig Treffer und wurde damit Torschützenkönig der dritten Liga. Sheffield United gewann den Meistertitel der EFL League One und erreichte damit den Aufstieg in die zweite Liga.